# Lordiversity
Lordiversity är en musikbox av finska hårdrocksbandet Lordi, som släpptes den 26 november 2021.

## Låtförteckning

### CD 1 - Skelectric Dinosaur
1. SCG Minus 7: The Arrival
2. Day Off Of The Devil
3. Starsign Spitfire
4. Maximum-O-Lovin'
5. The King On The Head Staker’s Mountain
6. Carnivore
7. Phantom Lady
8. The Tragedy Of Annie Mae
9. Blow My Fuse
10. ...And Beyond The Isle Was Mary

### CD 2 - Superflytrap
1. SCG Minus 6: Delightful Pop-Ins
2. Macho Freak
3. Believe Me
4. Spooky Jive
5. City Of The Broken Hearted
6. Bella From Hell
7. Cast Out From Heaven
8. Gonna Do It (Or Do It And Cry)
9. Zombimbo
10. Cinder Ghost Choir

### CD 3 - The Masterbeast From The Moon
1. SCG Minus 5: Transmission Request
2. Moonbeast
3. Celestial Serpents
4. Hurricane Of The Slain
5. Spear Of The Romans
6. Bells Of The Netherworld
7. Transmission Reply
8. Church Of Succubus
9. Soliloquy
10. Robots Alive!
11. Yoh-Haee-Von
12. Transmission On Repeat

### CD 4 - Abusement Park
1. SCG Minus 4: The Carnival Barker
2. Abusement Park
3. Grrr!
4. Ghost Train
5. Carousel
6. House Of Mirrors
7. Pinball Machine
8. Nasty, Wild & Naughty
9. Rollercoaster
10. Up To No Good
11. Merry Blah Blah Blah

### CD 5 - Humanimals
1. SCG Minus 3: Scarctic Circle Telethon
2. Borderline
3. Victims Of The Romance
4. Heart Of A Lion
5. The Bullet Bites Back
6. Be My Maniac
7. Rucking Up The Party
8. Girl In A Suitcase
9. Supernatural
10. Like A Bee To The Honey
11. Humanimal

### CD 6 - Abracadaver
1. SCG Minus 2: Horricone
2. Devilium
3. Abracadaver
4. Rejected
5. Acid Bleeding Eyes
6. Raging At Tomorrow
7. Beast Of Both Worlds
8. I'm Sorry I'm Not Sorry
9. Bent Outta Shape
10. Evil
11. Vulture Of Fire
12. Beastwood

### CD 7 - Spooky Sextravaganza Spectacular
1. Scg Minus 1: The Ruiz Ranch Massacre
2. Demon Supreme
3. Re-Animate
4. Lizzard Of Oz
5. Killusion
6. Skull And Bones (The Danger Zone)
7. Goliath
8. Drekavac
9. Terror Extra-Terrestrial
10. Shake the Baby Silent
11. If It Ain't Broken (Must Break It)
12. Anticlimax

## Albumets singlar
- Believe Me
- Abracadaver
- Borderline
- Merry Blah Blah Blah
- Demon Supreme
- Day Off Of The Devil